# Рекке, Иван Фёдорович
Иоганн Фридрих фон Реке (1764—1846) — историк, библиограф, редактор, коллекционер.

## Биография
Сын состоятельного митавского купца, впоследствии бургомистра того же города. Элементарное образование получил сначала в Главном Городском Митавском Училище (Mitauer großen Stadtschule); когда в Митаве была основана гимназия, перешёл в неё и кончил курс в 1781 году. Затем, через Берлин и Лейпциг поехал в Геттинген, где поступил в Университет, с целью посвятить себя исключительно изучению юриспруденции, но почти все время отдавал исследованиям по истории, древностям, статистике и теории искусств, работая под руководством проф. Putter"а, Martens"а, Spittler"а, Meiners"а, Beckmann"а и особенно Heyne, Шлёцера и Блуменбаха. По окончании университетского курса, поехал на несколько месяцев в Париж, с целью закончить своё образование и изучить собранные там произведения древнего и нового искусства.
В 1785 г. вернулся на родину, в Митаву, где сначала занимался исключительно историей своего отечества. В 1787 г. возвратился из путешествия по Германии и Италии герцог Курляндский Пётр и назначил Рекке помощником заведующего герцогским архивом. С этого момента начинается его деятельность, как чиновника, общественного деятеля и ученого. Вскоре занимавший место архивариуса U. Hartmann умер, — и Рекке был назначен на эту должность, которая оставляла ему много времени для его научных занятий. 22 декабря 1778 года в герцогском дворце произошел пожар и, хотя архив в общем пострадал не сильно, но несколько ценных рукописей все-таки было потеряно. Рекке, спасая манускрипты, которые выбрасывали из окна горящего здания, простоял несколько часов на морозе, отморозил обе ноги и четыре месяца был опасно болен. В должности архивариуса Рекке пробыл 7 лет; в 1795 году Курляндия была присоединена к России, а 28 января 1796 г. Рекке был назначен секретарем Курляндского Губернского Правления.
Ввиду его успехов по службе, он был произведен в том же 1796 году в титулярные советники, а три года спустя — в коллежские асессоры. К этому времени здоровье Рекке пошатнулось, и он стать искать себе другое, менее ответственное и трудное место. Указом 7 марта 1801 г. назначен советником Курляндской Казенной Палаты; в этой должности он и оставался до самой своей отставки; служа в Казенной Палате, принимал участие в разных комиссиях: в 1809 г. — в комиссии по исследованию и облегчению тягостного положения курляндских крестьян, а в 1810 г. — в комиссии по продаже коронных земель.
С 1816 г. по 1818 г. серьёзно работал над вопросом об освобождении курляндских крестьян от крепостной зависимости: принимая участие в редактировании «Положения о курляндских крестьянах» (Kurländische Bauerverordnung) и как член образованной с этой целью комиссии, председателем которой был генерал-губернатор маркиз Паулуччи. В бытность свою на государственной службе Рекке был награждён: в 1806 г. чином надворного советника, в 1816 г. чином коллежского советника, 13 августа 1817 г. чином статского советника и в 1824 г., за 35-летнюю беспорочную службу, орденом св. Владимира 4-й ст. С сентября 1824 г. по февраль 1825 г. Рекке временно исполнял должность Курляндского вице-губернатора.

## Литературная и научная деятельность
Он с особенным интересом занимался историей своего отечества, но вместе с тем работал над историей искусства как общеевропейского, так, в частности, и своего родного. Ещё будучи помощником архивариуса, он написал сочинение по хронологии Герцогства Курляндского, которое уничтожил, когда в 1789 году появилась в свет работа Gebhardi. В 1793 году он выпустил исследование под заглавием: «Thoraas Hiärns. Esth-, Liv- und Lettländische Geschichte»; появилась только первая часть этой хроники, — вторая затерялась бесследно в рукописи, когда её пересылали за границу.
В 1802 году издал: «Ein historisches Gedicht aus dem siebzehnten Jahrhundert». В 1804 году опубликовал «Nekrolog der D-r Johann Heinrich Blumenthal» с биографическими сведениями о докторе Блументале. В 1805—1808 гг. был редактором и издателем сначала «Wöchentliche Unterhaltungen für Liebhaber deutscher Lekture in Russland», а затем «Neue Wöchentliche Unterhaltungen, grössentheils über Gegenstände der Literatur und Kunst». Оба эти журнала сослужили в своё время большую службу, как сборники серьезных исследований по научным, историческим и литературным вопросам и как хорошие критические обозрения. Они дают ясное представление о характере научных споров той эпохи.
В 1812 году в первый раз печатно выступил с проектом «Биографического словаря писателей и ученых Остзейских провинций», — предприятия, к которому он был достаточно хорошо подготовлен. Время было неудачно выбрано, — мысль прошла незамеченной ввиду открывшихся военных действий. В 1814 г. снова поднял в печати тот же вопрос и встретил сочувствие со стороны некоторых литераторов и ученых, но большинство осталось равнодушно, и проект остался без исполнения. В 1824 г. в третий раз попробовал осуществить свою идею и на этот раз это ему удалось: плодом его совместной с К. Э. Напиерским работы явился «Словарь писателей и ученых Лифляндской, Эстляндской и Курляндской провинций (нем. Allgemeines Schriftsteller- und Gelehrten-Lexikon der Provinzen Livland, Esthland und Kurland)», Mitau. 1827. Кроме научных работ, Рекке, с самого своего возвращения из Парижа, с редкой настойчивостью занимался собиранием рукописей, документов и древних книг. В 1807 г. он продал свою коллекцию Дерптской Университетской Библиотеке и тотчас же снова приступил к собиранию.
В 1816 г. Рекке вместе с некоторыми другими лицами основал «Курляндское Общество Литературы и Искусств» («de:Kurländische Gesellschaft für Literatur und Kunst»); все или почти все свободное от служебных занятий время он отдавал ему, редактируя издание «Ежегодника» Общества («Jahresverhandluugen der Kurl. Gesellschaft für Litteratur und Kunst»), агитируя в пользу учреждения при нём провинциального Музея, принимая участие в заседаниях и т. д. 6 февраля 1818 г. Рекке сделал формальнее предложение основать Музей, — и 3 октября состоялось торжественное открытие его, причем Рекке был назначен первым его директором. Он усиленно работал над приведением Музея в образцовый порядок и над обогащением его коллекции. В этом ему много помогал его друг Лихтенштейн (J. N. Н. Lichtenstein). Рекке завещал Музею все своё богатое собрание медалей, картин, гравюр и статуй. Выходившие в начале 1840-х годов «Sendungen der Kurl. Geseilschaft für Litteratur und Kunst» редактировались также при участии Рекке.
Выйдя в отставку, Рекке занимался исключительно наукой, главным образом — исследованиям по истории своей родины. В 1822 г. избран почетным членом «С.-Петербургского Вольного Общества любителей российской словесности». С 29 декабря 1829 г. состоял членом-корреспондентом Императорской Академии Наук, с которой поддерживал постоянные научные связи. В 1837 г. был избран делегатом от «Курляндского Общества Литературы и Искусств» на празднование юбилея Геттингенского Университета как известный историк и старейший из учеников «Georgia Augusta», был встречен шумными и долгими овациями. В 1846 г., кроме множества приветствий и поздравлений по случаю 80-летия, Рекке получил в знак признательности и уважения, звание почетного гражданина г. Митавы.